# Aquileia (nave ospedale)
L'Aquileia (già Prins der Nederlanden) è stata una nave ospedale della Regia Marina, già piroscafo passeggeri italiano ed in precedenza olandese.

## Storia
Costruita tra il 1913 ed il 1914 nei cantieri Nederlandsche Scheepsbouw Mij. di Amsterdam (come scafo numero 123) per la compagnia di navigazione olandese Stoomvaart Maatschappij Nederland (Netherland Steamship Company), la nave era in origine il piroscafo passeggeri Prins der Nederlanden, da 9201 tonnellate di stazza lorda (poi aumentata a 9322 e successivamente, dopo il passaggio sotto bandiera italiana, a 9448 tsl). 

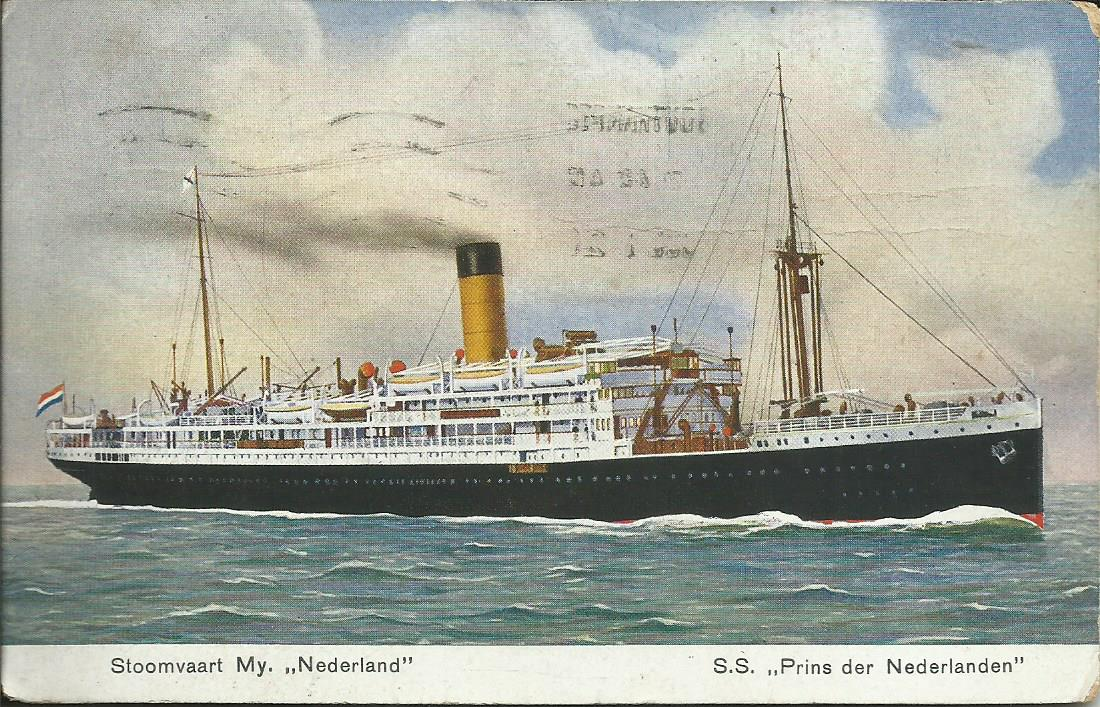
Il Prins der Nederlanden in servizio per il Stoomvaart Maatschappij Nederland.

 La nave era propulsa da due macchine alternative a vapore a quadruplice espansione a quattro cilindri alimentate da sei caldaie a carbone, che imprimevano a due eliche la potenza di 6600 hp (7200 CV) consentendo la velocità massima di 14,5-15 nodi (quella di crociera era di 14 nodi, con una scorta di 1466 tonnellate di carbone).
Nel 1935, poco prima della guerra d'Etiopia, la nave venne acquistata dalla Società anonima di Navigazione Lloyd Triestino, con sede a Trieste, e, ribattezzata Aquileia, venne iscritta con matricola 423 al Compartimento marittimo di Trieste.
Pochi mesi dopo l'Aquileia fu una delle sei navi passeggeri (le altre erano Vienna, Gradisca, Helouan, California e Cesarea) noleggiate e poi requisite tra il giugno e l'ottobre 1935 dalla Regia Marina per aggiungersi alle due già impiegate (Urania e Tevere) per il trasporto dei feriti e dei malati tra le truppe inviate in Eritrea e Somalia in preparazione dell'invasione dell'Etiopia. Dotate di attrezzature molto all'avanguardia per l'epoca (tra cui apparati di condizionamento dell’aria), queste navi non vennero classificate e denunciate presso gli appositi organismi internazionali come navi ospedale, ma come «navi trasporto infermi»: dato che delle navi ospedale non avrebbero potuto trasportare truppe e rifornimenti ma solo feriti e malati, tale classificazione venne ideata per poter utilizzate le unità in questione come trasporti di truppe e rifornimenti per le operazioni in Eritrea e Somalia all'andata, senza ledere le convenzioni internazionali, e per rimpatriare e curare feriti e malati al ritorno (le missioni delle navi trasporto infermi si concludevano sempre a Napoli). Tale decisione venne motivata anche dal fatto che occorreva sfruttare appieno ogni singolo viaggio, dato che Massaua, Chisimaio e gli altri porti di Eritrea e Somalia erano scarsamente ricettivi ed attrezzati in maniera non adeguata. Ugualmente provviste di dotazioni sanitarie e di personale medico (tra cui in media una dozzina di crocerossine), le navi trasporto infermi si distinguevano dalle navi ospedale per la colorazione, bianca ma priva di croci rosse e strisce verdi prescritte per tali unità.

Qualora fossero insorte più serie complicazioni con il Regno Unito era stato deciso che le navi trasporto infermi sarebbero state subito denunciate a Ginevra come vere e proprie navi ospedale, ma tale risoluzione non venne mai attuata. 

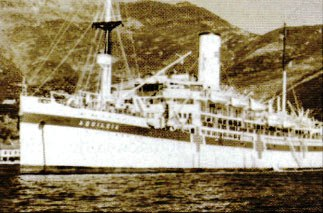
LAquileia dopo la trasformazione in nave ospedale.

 Dal dicembre 1935, quando venne requisita, al 1937 (tra il 1935 ed il 1937 le navi trasporto infermi compirono in tutto 104 missioni, trasportando 42.273 tra feriti e malati) l'Aquileia, dotata di 700 posti letto, venne quindi impiegata tra l'Italia e la futura Africa Orientale Italiana, trasportando complessivamente 4138 tra coloni e militari all'andata e 4473 infermi al ritorno, svolgendo in tutto 17 missioni.
Riarmata come vera e propria nave ospedale e provvista degli adeguati contrassegni, l'Aquileia venne poi impiegata insieme ad altre tre navi ospedale (Gradisca, Cesarea ed Helouan) nella guerra civile spagnola. Nel corso di tale conflitto, dal febbraio 1937 al luglio 1939, le quattro navi ospedale italiane effettuarono in tutto 31 missioni, trasportando dalla Spagna a Napoli 15.612 tra feriti e malati, prevalentemente appartenenti al Corpo Truppe Volontarie. L'Aquileia, in particolare, dal marzo 1938 al maggio 1939 compì 11 missioni tra Napoli e Cadice, con il trasporto di 2063 militari diretti in Spagna nei viaggi di andata, e di 5571 tra feriti e malati al ritorno. L'ultima missione ebbe termine a Napoli il 21 giugno 1939.
Derequisita e posta in disarmo nel luglio 1939, la nave non venne restituita agli armatori, restando invece a disposizione per poter essere riconvertita, se necessario, in nave ospedale.

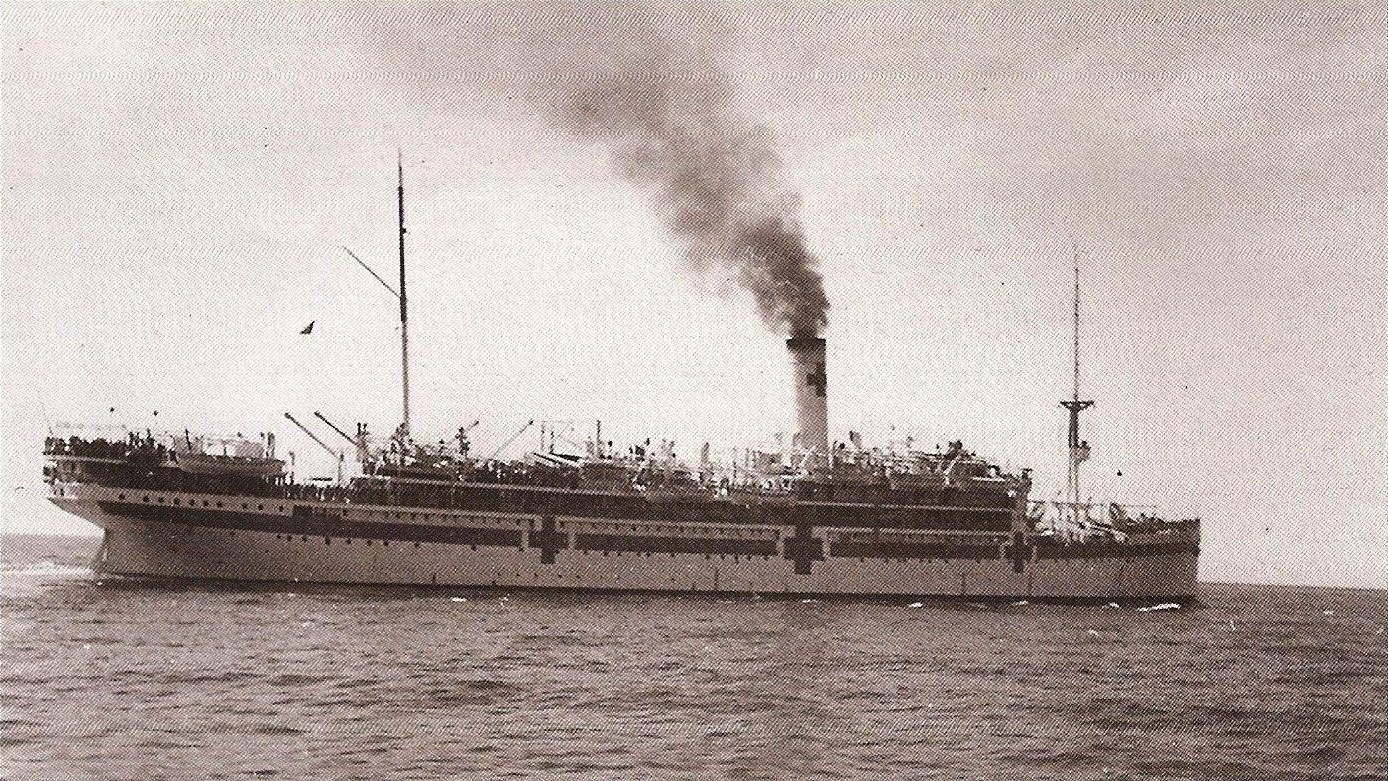
La nave durante una missione nel Mediterraneo

In vista dell'ingresso dell'Italia nella seconda guerra mondiale, l'Aquileia venne requisito a Napoli il 25 maggio 1940, in seguito ad ordine telegrafico dello Stato Maggiore della Regia Marina emanato la sera del 23, ed iscritto nel ruolo del naviglio ausiliario dello Stato (più precisamente del Naviglio Ausiliario Autonomo) il 13 giugno 1940 (data che risulta anche come quella della requisizione formale) come nave ospedale, con 670 posti letto (altre fonti parlano di 860 posti letto, con 200 tra medici ed infermieri). Ridipinta pertanto secondo le norme stabilite dalla Convenzione di Ginevra per le navi ospedale (scafo e sovrastrutture bianche, fascia verde interrotta da croci rosse sullo scafo e croci rosse sui fumaioli), la nave, dotata di adeguate attrezzature sanitarie ed imbarcato personale medico, si ritrovò, insieme alla California, ad essere una delle uniche due navi ospedale italiane già in servizio alla data dell'ingresso in guerra dell'Italia. 

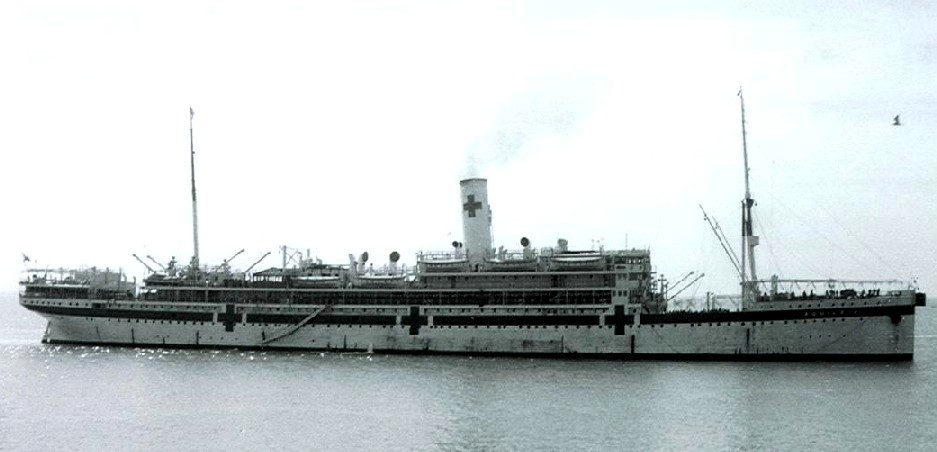
Una fotografia dellAquileia.

Suoi comandanti furono i capitani Bozzo e Luisi, e direttori sanitari i colonnelli medici Micheletti e Luciano Guiso, tenente medico Francesco Morelli che poi sarà capitano medico sulla corazzata Roma (nave da battaglia 1940). La vetustà dell'apparato motore provocò non pochi problemi ed avarie, obbligando spesso la nave a procedere a bassa velocità, od a trascorrere lunghi periodi ai lavori.
L'Aquileia fu anche la prima nave ospedale della Regia Marina a svolgere una missione nel corso del conflitto: il 18 giugno 1940, infatti, l'unità compì una missione di evacuazione di feriti e malati dalla Libia (più precisamente a Bengasi e Tobruk). In tale occasione emerse la lentezza e scarsa funzionalità dei servizi di terra, gestiti dall'Intendenza generale dell'Esercito: per concentrare nel porto meno di 200 tra feriti e malati si resero necessari dieci giorni. Lo Stato Maggiore della Regia Marina denunciò la situazione al capo del governo Benito Mussolini, che tuttavia, per questioni di prestigio del Regio Esercito, concesse il passaggio del controllo delle operazioni di imbarco, sbarco e scarico alla Regia Marina solo nell'ottobre 1940 (tale passaggio di consegne si completò in due mesi), mentre il Regio Esercito mantenne la responsabilità circa i magazzini ed i trasporti terrestri.

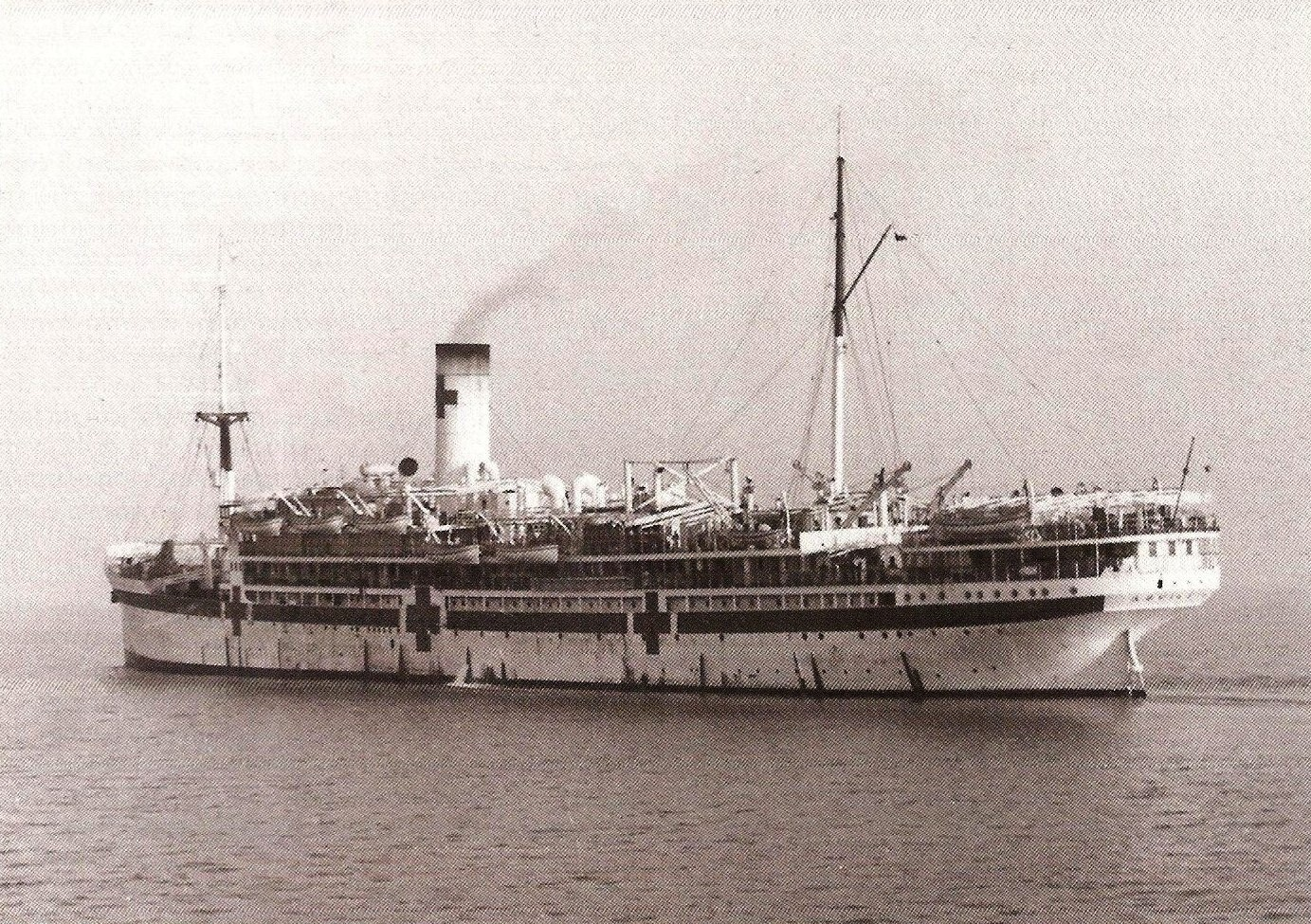
LAquileia in navigazione.

Il 13 ottobre 1940 l'Aquileia fu la prima nave ospedale italiana a compiere una missione di soccorso, venendo dirottata ed inviata nelle acque a sudest di Capo Passero e ad est di Malta per cercarvi eventuali altri superstiti dello scontro svoltosi nella notte tra l’11 ed il 12 ottobre e nella mattina del 12 tra siluranti italiane (tre torpediniere della I Squadriglia e quattro cacciatorpediniere dell'XI Squadriglia) ed incrociatori britannici, e costato la perdita del cacciatorpediniere Artigliere e delle torpediniere Airone ed Ariel. La nave ospedale e due delle sue motolancie setacciarono la zona dello scontro per i tre giorni successivi, in condizioni di mare grosso, ma avvistarono solo relitti ed alcuni cadaveri, in quanto i 225 sopravvissuti (100 dell'Artigliere, 84 dell'Airone e 41 dell'Ariel), a fronte di 325 morti, erano già stati salvati da unità italiane e britanniche presenti nella zona dello scontro e da siluranti, MAS ed idrovolanti giunti successivamente da Augusta (l'operazione di soccorso fu agevolata dal fatto che il comandante dell'incrociatore pesante HMS York segnalò in chiaro, su una frequenza d'ascolto internazionale, la posizione dei naufraghi, scelta approvata dal comandante della Mediterranean Fleet, ammiraglio Andrew Browne Cunningham, e duramente criticata dal Primo Ministro britannico Winston Churchill).
Durante una delle sue prime missioni in Albania l'Aquileia trasportò in quel territorio Edda Ciano, la figlia di Benito Mussolini, arruolatasi come crocerossina.

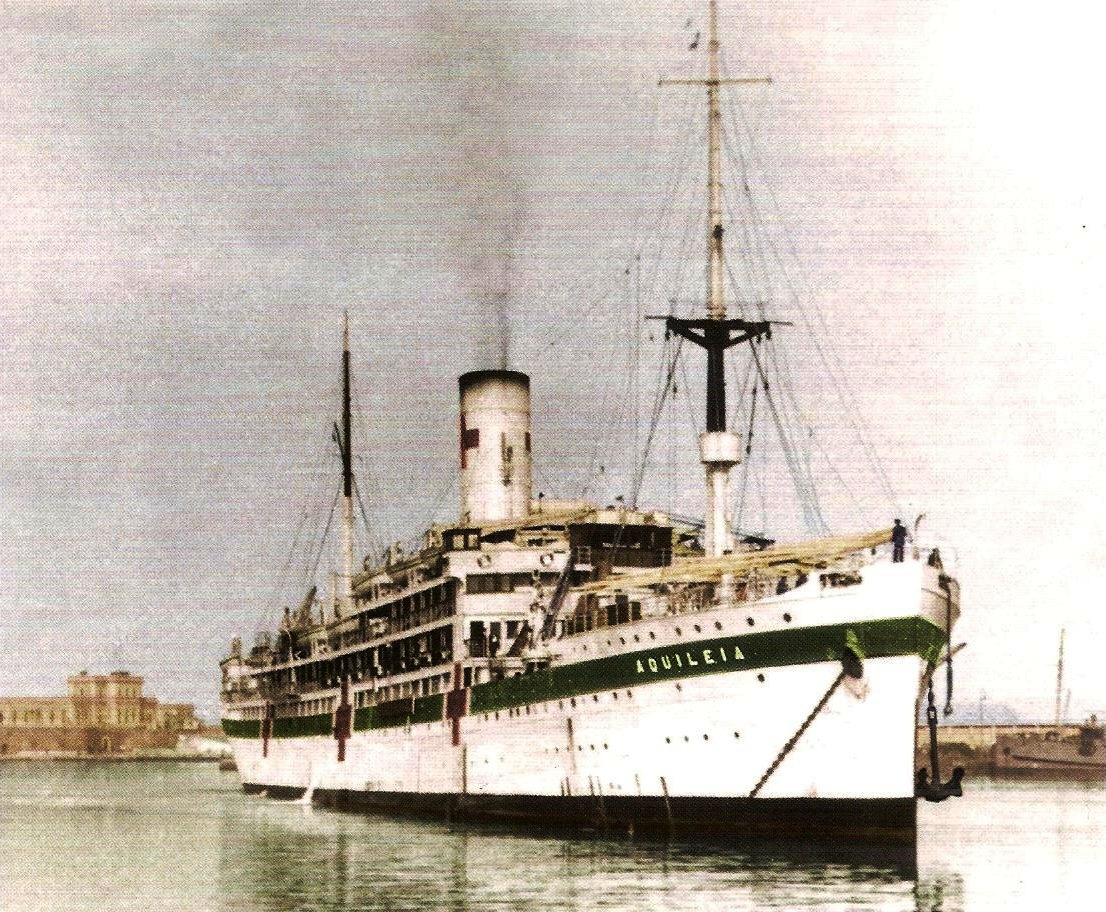
Foto colorizzata digitalmente della nave ospedale.

La sera del 9 dicembre 1940 la nave ospedale, in manovra per ormeggiarsi nel porto di Bari di ritorno una missione di trasporto e cura di infermi dal fronte albanese, speronò, a causa anche del forte vento, il grosso trasporto truppe Sardegna (con a bordo 3000 alpini destinati a Valona) e subito dopo venne a sua volta speronata dalla motonave tedesca Ruhr, in uscita dal porto, strisciando fiancata contro fiancata e riportando seri danni sul lato di dritta, che richiesero 24 giorni di riparazioni.
Nell'aprile 1941 l'unità effettuò tre missioni di rimpatrio di feriti e malati (principalmente affetti da congelamento, dissenteria, nefrite, febbre enterica, pleurite, reumatismi) dall'Albania.
Il 13 agosto 1941 la nave portò a termine, con l'arrivo a Brindisi, una delle numerose missioni di trasporto infermi dall'Albania.
Nella serata del 3 dicembre 1941 l'Aquileia, in navigazione correttamente illuminata e riconoscibile, venne attaccata da aerosiluranti inglesi, potendo evitare, con una pronta accostata sulla dritta, un siluro che transitò pochi metri a prua. L'accaduto venne denunciato alle autorità internazionali di Ginevra, ma la protesta rimase sostanzialmente inascoltata. Il 15 dicembre la nave, affrontando il mare in burrasca e pur avendo riportato gravi guasti agli impianti elettrici, raggiunse Bardia (assediata dalle truppe britanniche dal 7 dicembre), dove, nonostante le avverse condizioni meteomarine, imbarcò, grazie all'abilità dell'equipaggio, 581 feriti, 200 dei quali in barella. Ripartita, la sera stessa l'Aquileia s'imbatté nella nave ospedale britannica Somersetshire, giungendo poi in Italia senza ulteriori problemi.

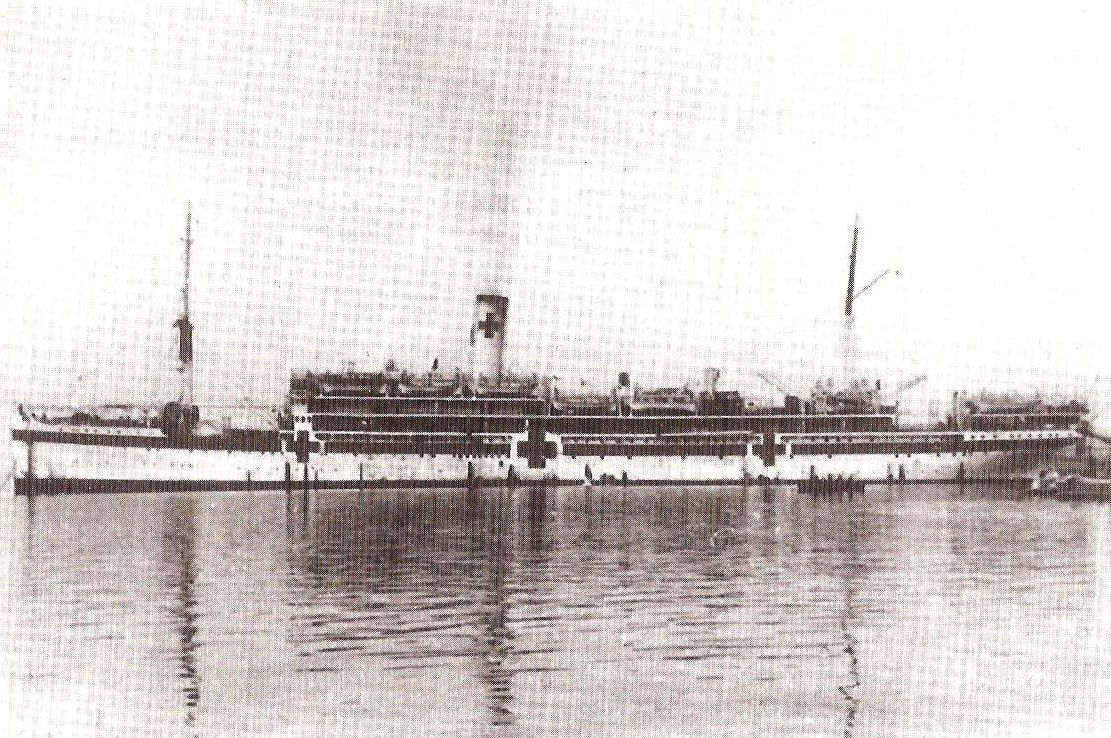
Un'altra immagine dell’unità in servizio come nave ospedale.

Il 23 gennaio 1942 la nave ospedale rimase danneggiata da un fortunale scoppiato mentre l'unità era in navigazione nel canale di Sicilia.
Il 1º aprile 1942 l'Aquileia individuò e trasse in salvo quattro avieri britannici che stavano segnalando la loro presenza con una torcia elettrica.
Il 15 giugno 1942, dopo la conclusione della Battaglia di mezzo giugno, l'unità venne inviata nel Mediterraneo orientale, insieme alla nave ospedale Città di Trapani, per cercare altri superstiti, se ve n'erano, dell'incrociatore pesante Trento, immobilizzato da un aerosilurante e finito dal sommergibile HMS Umbra alcune ore prima. I cacciatorpediniere della scorta avevano tuttavia già salvato i 602 sopravvissuti tra i 1150 membri dell'equipaggio del Trento, pertanto la ricerca fu vana.

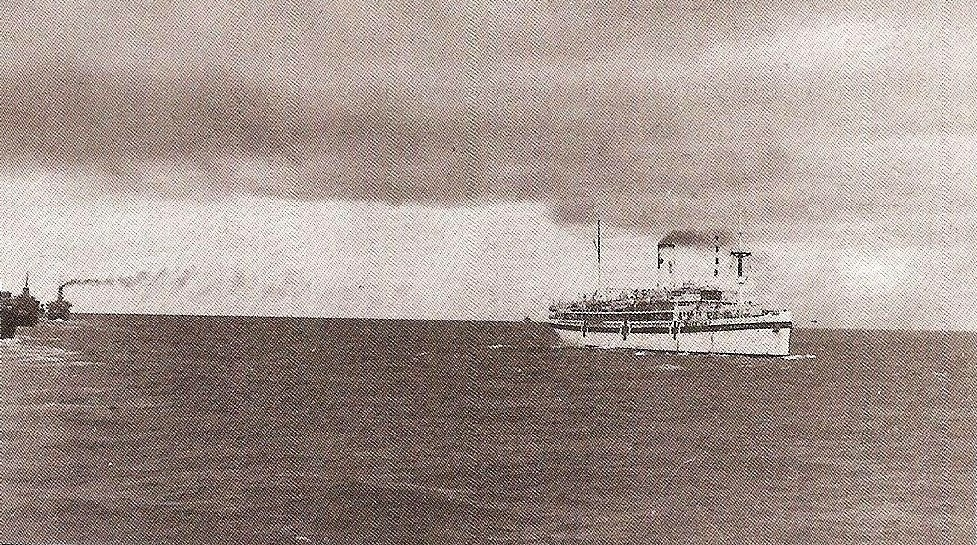
Incrocio tra lAquileia ed un convoglio diretto in Nordafrica.

Il 3 settembre la nave trasportò a Marsa Matruh 20 sanitari tedeschi e 6 tonnellate di materiale medico destinato all'Afrika Korps. Lo stesso 3 settembre, di giorno, l'unità venne attaccata da aerosiluranti e quindi, dopo il lancio dei siluri, mitragliata, uscendo comunque indenne dall'attacco. Nel novembre 1942 l'Aquileia fu l'ultima nave ospedale a lasciare Marsa Matruh ormai prossima alla caduta in mano alle truppe britanniche.
Nel pomeriggio del 26 aprile 1943 l'Aquileia, in navigazione con condizioni meteomarine favorevoli, assenza di vento e cielo sereno, venne mitragliata da quadrimotori americani, restando danneggiata da alcune schegge. Tre giorni più tardi, il 29 aprile, la nave venne nuovamente mitragliata da velivoli statunitensi, subendo comunque danni irrilevanti. Nello stesso periodo la nave recuperò (in due distinti episodi) un aviatore della Luftwaffe ed uno dell'USAAF, prendendo inoltre a bordo 111 tra marinai e soldati presenti a bordo del cacciatorpediniere tedesco Hermes, bombardato e gravemente danneggiato da 32 bombardieri alleati alle 11.30 del mattino del 30 aprile, al largo di Capo Bon (nella stessa occasione venne affondato il cacciatorpediniere italiano Leone Pancaldo, con la morte di 156 dei 280 uomini dell'equipaggio, mentre l'Hermes, ridotto ad un relitto e con 23 morti a bordo, venne rimorchiato a La Goletta, dove si autoaffondò il 7 maggio, alla caduta di Tunisi).

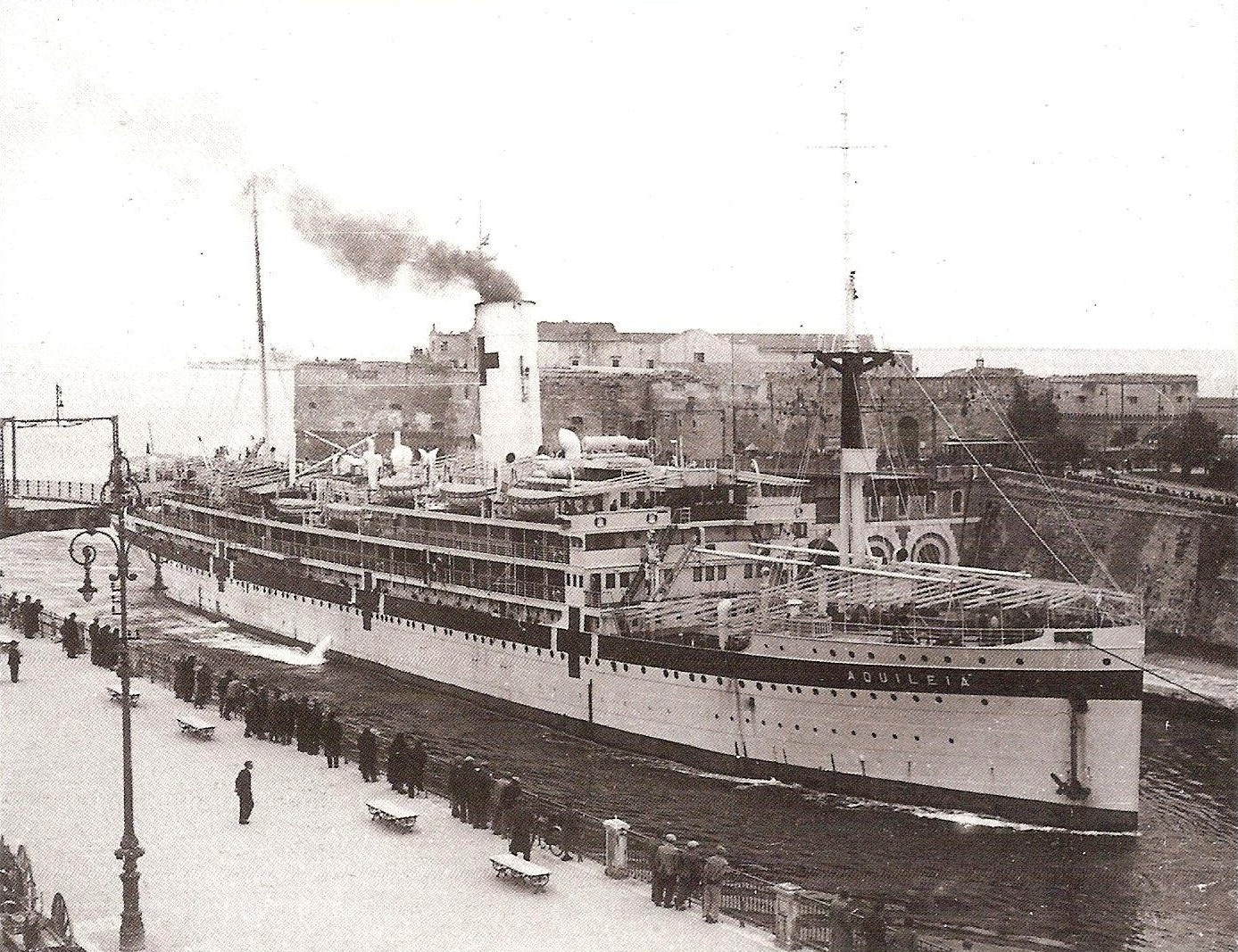
LAquileia entra nel canale navigabile di Taranto.

Nel maggio 1943 la nave ospedale partecipò alle operazioni di evacuazione di feriti, malati e personale medico dalla Tunisia, ormai prossima alla caduta. Dopo l'occupazione alleata dei porti di Tunisi e Biserta (7 maggio 1943) i rimanenti feriti ed il personale medico vennero radunati sulla spiaggia di Kélibia, da dove vennero recuperate circa 600 persone, nonostante il tempo sfavorevole. Il 7 maggio l'Aquileia, mentre imbarcava, insieme alla nave ospedale Virgilio, feriti e personale medico dalla spiaggia di Kélibia, venne dapprima bombardata a bassa quota da bimotori dell'USAAF, senza riportare danni, e più avanti nel corso della stessa giornata fu fermata dai cacciatorpediniere britannici Jervis, Nubian e Paladin, ed ispezionata da un picchetto di marinai che, pur non avendo riscontrato irregolarità, suggerì al comandante della nave italiana di «non farsi più vedere da quelle parti».
Nel luglio-agosto 1943 la nave prese parte alle operazioni di evacuazione sanitaria della Sicilia, dopo lo sbarco alleato. In luglio l'Aquileia e le navi ospedale Virgilio e Toscana effettuarono cinque missioni, imbarcando circa 3400 tra feriti e malati gravi sia tedeschi che italiani, radunati sulle spiagge di Sant’Agata e Ganzirri (stretto di Messina), ed in agosto le stesse tre navi compirono altre tre missioni sino al giorno della caduta di Messina, il 17 agosto, recuperando altri 3000 infermi. Nel corso di tali missioni, il 6 (o 7) ed il 16 agosto, l'Aquileia venne attaccata e mitragliata da velivoli angloamericani, superando intatta entrambi gli attacchi. Nel primo dei due, avvenuto davanti a Ganzirri, una squadriglia di velivoli angloamericani bombardò le motozattere che stavano trasportando feriti dalla spiaggia alla nave ospedale, che venne a sua volta attaccata, mentre nel secondo l'Aquileia fu mitragliata nelle acque antistanti Gioia Tauro. L'Aquileia e la Toscana furono le ultime navi ospedale ad abbandonare le rive dello stretto di Messina, sotto continui attacchi aerei.

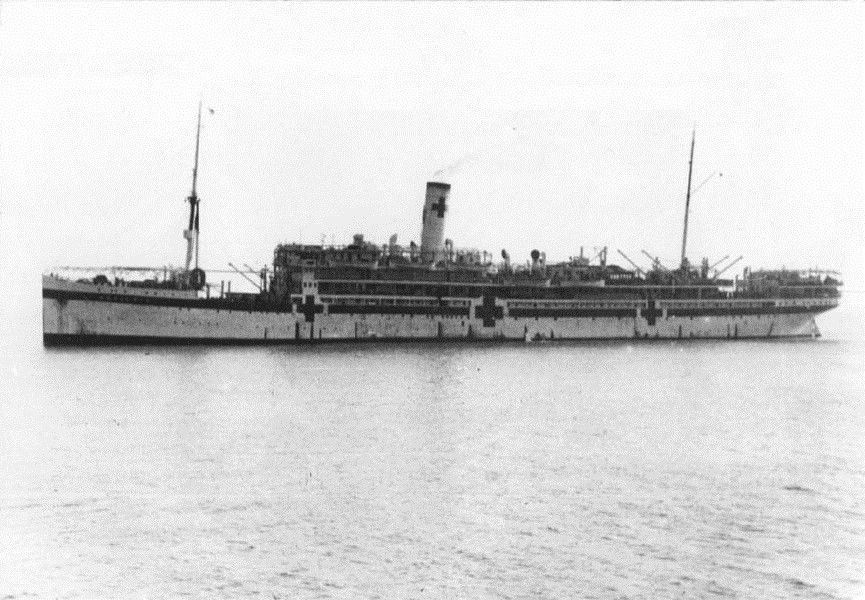
Un'altra fotografia della nave ospedale in navigazione.

Alla proclamazione dell'armistizio (8 settembre 1943) la nave si trovava a La Spezia, dove il 9 settembre 1943 fu catturata dalle truppe tedesche, che ne sbarcarono l'equipaggio militare e militarizzato. Incorporata nella Kriegsmarine, la nave riprese servizio, con equipaggio misto italo-tedesco, nell'ottobre 1943, venendo inviata ad Orano per uno scambio di prigionieri. Il 27 ottobre l'Aquileia, partita da Marsiglia, giunse a Barcellona con alcune centinaia di prigionieri neozelandesi, per un nuovo scambio. La nave fu inoltre impiegata come trasporto truppe tra le coste italiane e francesi.

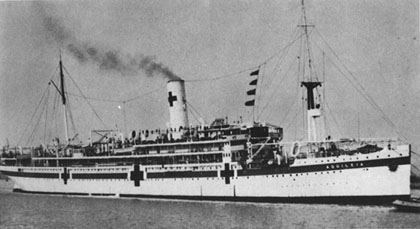
LAquileia dopo la cattura da parte dei tedeschi.

Gravemente danneggiata il 15 dicembre 1943 durante un bombardamento aereo statunitense su Marsiglia, l'Aquileia venne poco tempo dopo posta in disarmo (secondo altre fonti la nave ospedale affondò a causa di uno o due incendi nel porto di Marsiglia il 15 dicembre 1943, restando parzialmente emergente e venendo poi recuperata ed affondata dai tedeschi per bloccare il porto il 26 giugno 1944), radiata il 16 febbraio 1944 ed autoaffondata il 26 giugno 1944 dalle truppe tedesche in ritirata, per ostruire il porto di Marsiglia. Il relitto venne successivamente demolito.
Per conto della Regia Marina l'Aquileia aveva svolto, durante la seconda guerra mondiale, 84 missioni (81 di trasporto infermi e tre di soccorso) come nave ospedale (la nave ospedale italiana che effettuò il maggior numero di missioni), percorrendo in tutto 63.000 miglia e trasportando complessivamente 12.799 tra feriti e naufraghi e 38.303 malati.